# Stefania Zahorska
Stefania Zahorska, pseud. Pandora, właściwie Stefania Ernestyna Leser (ur. 25 kwietnia 1890 w Krakowie, zm. 6 kwietnia 1961 w Londynie) – polska pisarka, publicystka, historyk i krytyk sztuki.

## Życiorys
Urodziła się w zasymilowanej rodzinie żydowskiej. Ojciec Leon (Lejbel) był przedsiębiorcą budowlanym, matka Amalia (Malka) z domu Deutscher prowadziła dom. Miała trzy siostry: Annę (ur. 1873), Helenę (ur. 1876) i Rozalię (ur. 1878). Brat Maks zmarł jako kilkumiesięczne dziecko. Rodzina mieszkała na krakowskim Kazimierzu najpierw przy ul. Pustej 4, a następnie przy Mostowej 6.
Uczęszczała do Gimnazjum Ludowego w Krakowie a maturę zdała w 1907 w Budapeszcie. Po powrocie do Krakowa przez dwa lata studiowała medycynę na Wydziale Lekarskim UJ, przeniosła się na Wydział Filozoficzny. Była absolwentką historii sztuki i filozofii na Uniwersytecie Jagiellońskim. Kontynuowała studia w Budapeszcie, Berlinie i Paryżu. Po obronie dysertacji doktorskiej w 1919 (Przyczynek do dziejów pierwszych śladów stylu Odrodzenia w Polsce) na UJ przeniosła się do Warszawy, gdzie pracowała jako docent w Wolnej Wszechnicy Polskiej. Była jedną z pierwszych osób profesjonalnie uprawiających w Polsce krytykę artystyczną. W latach 1924–1925 pełniła funkcję kierowniczki działu sztuki „Przeglądu Warszawskiego”. Była stałą współpracowniczką tygodnika „Wiadomości Literackie”. W roku 1936 publikowała w dwutygodniku „Oblicze Dnia”. W roku 1934 przebywała w Niemczech oraz w ZSRR, stosunki panujące w tych państwach opisała w cyklu reportaży jako Listy z Niemiec i Listy z Nowego Wschodu na łamach „Wiadomości Literackich”. W latach 30. XX wieku była ponadto tłumaczem przysięgłym języka węgierskiego przy Sądzie Okręgowym w Warszawie. W 1937 zadebiutowała powieścią Korzenie, w której zawarła wątki autobiograficzne. 
Po wybuchu II wojny światowej przedostała się do Francji, a w 1940 do Londynu, gdzie mieszkała aż do śmierci. Uczestniczyła w organizacji Stowarzyszenia Pisarzy Polskich w Londynie. Tworzyła książi o sztuce, powieści i sztuki teatralne.
Współpracowała z „Wiadomościami Londyńskimi” Mieczysława Grydzewskiego. Na emigracji ogłosiła m.in. Stację Abbesses (1952), Ofiarę (1955), Ziemię pojoną gniewem (1961), a także dramat Smocza 13 (1945) o zagładzie getta warszawskiego. Pośmiertnie ukazała się powieść Warszawa-Lwów 1939 (1964) oparta na dziennikowych zapisach Zahorskiej. 
Laureatka Nagrody Związku Pisarzy Polskich na Obczyźnie w 1956 roku.

## Życie prywatne
W 1914 roku wyszła za Bohdana Ostoję-Zahorskiego. Mąż zostawił ją dla innej kobiety, jednak gdy zachorował na Parkinsona, opiekowała się nim wraz z jego partnerką aż do jego samobójczej śmierci w 1929 roku. Długoletnim partnerem Zahorskiej był Adam Pragier (1886–1976). W Polsce pozostawił żonę Eugenię Pragierową, bliską współpracownicę Bolesława Bieruta, z którą nigdy się nie rozwiódł.
Pochowana na cmentarzu West Hampstead, obok niej w 1976 roku spoczął Adam Pragier.

## Twórczość pisarska
- Stefania Zahorska: Matejko, Warszawa : Gebethner i Wolff, 1925
- Stefania Zahorska: Dzieje malarstwa polskiego, Warszawa : „Wiedza o Polsce”. 1932
- Stefania Zahorska: Ofiara, rys. Feliksa Topolskiego, Londyn : Społeczność Akademicka U.S.B., 1955
- Stefania Zahorska: Smocza 13 : dramat w 3 aktach Londyn : „Nowa Polska”. 1945
- Stefania Zahorska: Warszawa - Lwów 1939 : powieść Londyn : Polska Fundacja Kulturalna, 1964
- Stefania Zahorska: Stacja Abbesses, rys. Feliksa Topolskiego, Londyn : Oficyna Poetów i Malarzy, 1952.
- Stefania Zahorska: Ziemia pojona gniewem, Londyn : B. Świderski, 1961
- Stefania Zahorska: Szkice o literaturze i sztuce, Warszawa : „Twój Styl”. 1995 ISBN 83-85443-92-4
- Stefania Zahorska: „Wybór pism, reportaże, publicystyka, eseje” wstęp i opracowanie Anna Nasiłowska IBL 2010 ISBN 978-83-61750-06-2